# Crambe
Crambe es un género de plantas con flores perteneciente a la familia  Brassicaceae.
Es nativo de Europa, sudoeste  y Asia central y este de África. Incluye la especie Crambe maritima, cultivada como hojas comestibles, Crambe cordifolia que es cultivada como hierba perenne y Crambe abyssinica, que se cultiva porque sus semillas producen un aceite similar al de las ballenas. 
Las especies Crambe son usadas como comida por las larvas de algunas especies de  Lepidopteras.

## Descripción
Como una planta ornamental perenne produce unas grandes panículas de flores, algunas de 1.5 metros de altura. Comprende numerosas y pequeñas flores de color amarillo pálido distribuidas en tres floretes en un esbelto y firme tallo. Tienen un agradable y fragante olor a miel. Las hojas son semejantes a las de la col. La planta era popular como alimentación en la era victoriana pero cayó en desuso en el siglo XX y ahora parece que comienza nuevamente su popularidad.

## Taxonomía
El género fue descrito por Carolus Linnaeus y publicado en Species Plantarum 2: 671. 1753. La especie tipo es: Crambe maritima
Etimología
Crambe: nombre genérico que deriva  del latín crambe, y del griego κράμβη , "una especie de col".

## Especies
- Crambe abyssinica
- Crambe arborea
- Crambe cordifolia
- Crambe gomerae
- Crambe hispanica
- Crambe koktebelica
- Crambe kotschyana
- Crambe maritima
- Crambe orientalis
- Crambe pritzelii
- Crambe santosii
- Crambe scaberrima
- Crambe strigosa
- Crambe tatarica